# Lijst van personen uit Istanbul
Deze lijst geeft een overzicht van personen die geboren zijn in de Turkse stad Istanbul en een artikel hebben op de Nederlandstalige Wikipedia. De lijst is gerangschikt naar geboortedatum.

## Geboren in Istanbul

### Voor 1900
- André Chénier (1762-1794), Frans schrijver en dichter
- Henri Fayol (1841-1925), Frans mijningenieur en mijndirecteur
- Calouste Gulbenkian (1869-1955), Brits zakenman en filantroop van Armeense afkomst
- Charles Atamian (1872-1947), kunstschilder en illustrator van Armeense afkomst
- Mehmet Akif Ersoy (1873-1936), dichter
- Julius Martov (1873-1923), leider van de mensjewieken
- Enver Pasja (1881-1922), nationalistisch leider en militair
- Aram Arnavoudian (1883-1961), fotograaf
- Ali Sami Yen (1886-1951), oprichter van voetbalclub Galatasaray SK

### 1900–1909
- Herman van Roijen (1905-1991), Nederlands politicus en diplomaat
- Irfan Orga (1908-1970), schrijver
- Elia Kazan (1909-2003), filmregisseur

### 1910–1919
- Raymond Westerling (1919-1987), Nederlands militair
- Cihat Arman (1919-1994), voetballer en sportjournalist
- Gündüz Kılıç (1919-1980), voetballer en voetbalcoach
- Hovhannes Tcholakian (1919-2016), geestelijke en een aartsbisschop
- Jean Daskalidès (1922-1992), Belgische pralinemaker, gynaecoloog, filmregisseur, jazzmuzikant, ziekenhuisdirecteur en lector aan de Universiteit Gent

### 1920–1929

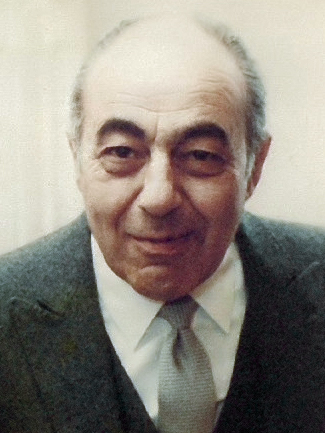
Jean Daskalidès (1922-1992)

- Alfonso Thiele (1920-1986), Italiaans-Amerikaans autocoureur
- Fatma Neslişah (1921-2012), Ottomaans prinses
- Charles Gérard (1922-2019), Frans acteur van Armeense afkomst
- Ahmet Ertegün (1923-2006), oprichter Atlantic Records
- Rosy Varte (1923 of 1927-2012), Frans actrice van Armeense afkomst
- Marcel Zanini (1923-2023), Turks-Frans jazzklarinettist
- Bülent Ecevit (1925-2006), politicus; viervoudig premier (1977...2002)
- Lefter Küçükandonyadis (1925-2012), voetballer
- Leyla Gencer (1928-2008), sopraan

### 1930–1939
- Naci Erdem (1931-2022), voetballer en voetbaltrainer
- Çoşkun Özarı (1931-2011), voetballer en voetbalcoach
- Arif Mardin (1932-2006), Turks-Amerikaans muziekproducent
- Can Bartu (1936-2019), voetballer

### 1940–1949
- İsmail Cem (1940-2007), journalist en politicus
- Fatma Girik (1942-2022), actrice en politica
- Atilla Olgaç (1944), acteur
- Tansu Çiller (1946), premier
- Ajda Pekkan (1946), popzangeres
- Mesut Yılmaz (1947-2020), politicus, premier
- Kemal Derviş (1949-2023), econoom, politicus en bestuurder

### 1950–1959
- Bülent Ersoy (1950), zanger(es)

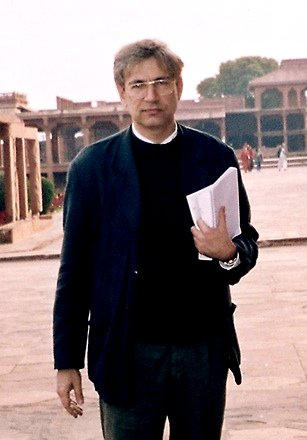
Schrijver Orhan Pamuk (1952)

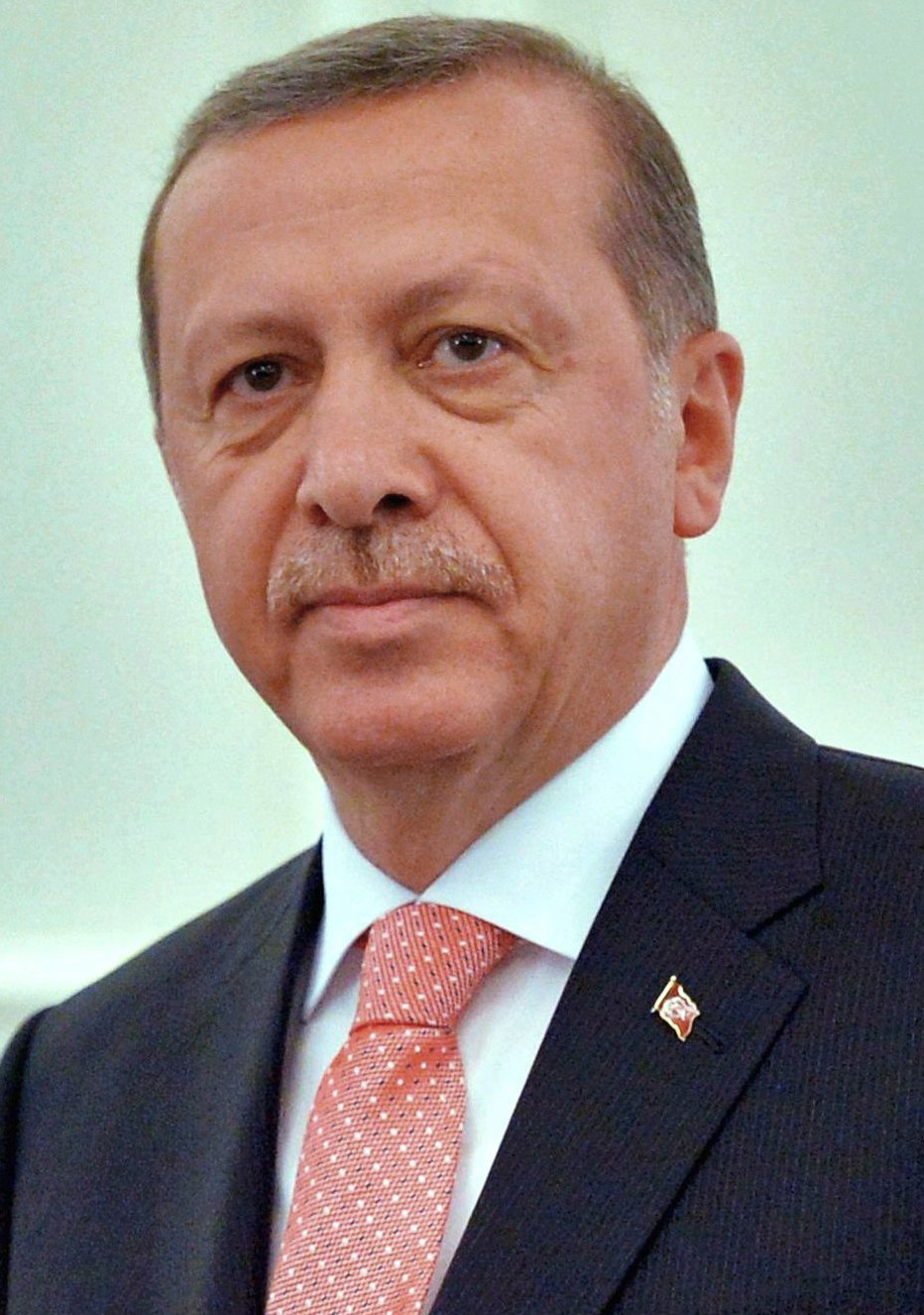
President Recep Tayyip Erdoğan (1954)

- Orhan Pamuk (1952), schrijver en Nobelprijswinnaar (2006)
- Tchéky Karyo (1953), Frans acteur van Sefardisch-Joodse afkomst
- Recep Tayyip Erdoğan (1954), premier van Turkije (2003-2014), president van Turkije (2014-heden)
- Engin Verel (1956), voetballer o.a. RSC Anderlecht

### 1960–1969
- Erdal Keser (1961), voetballer en voetbalcoach
- Abdullah Avcı (1963), voetballer
- Sertab Erener (1964), zangeres
- Suat Kaya (1967), voetballer en trainer

### 1970–1979
- Mustafa Sandal (1970), popzanger
- Abdullah Ercan (1971), voetballer
- Arif Erdem (1972), voetballer
- Sergen Yalçın (1972), voetballer
- Hande Yener (1973), zangeres
- Okan Buruk (1973), voetballer
- Oktay Derelioğlu (1975), voetballer
- Vatan Şaşmaz (1975-2017), acteur, presentator en auteur
- Cüneyt Çakır (1976), voetbalscheidsrechter
- Hüseyin Göçek (1976), voetbalscheidsrechter
- Fatih Akyel (1977), voetballer
- Tatar Cahit (1977), Turks-Belgisch theater- en filmacteur
- Ahmet Koç (1977-2024), Belgisch politicus

### 1980–1989
- Emre Belözoğlu (1980), voetballer
- Orkun Usak (1980), voetballer

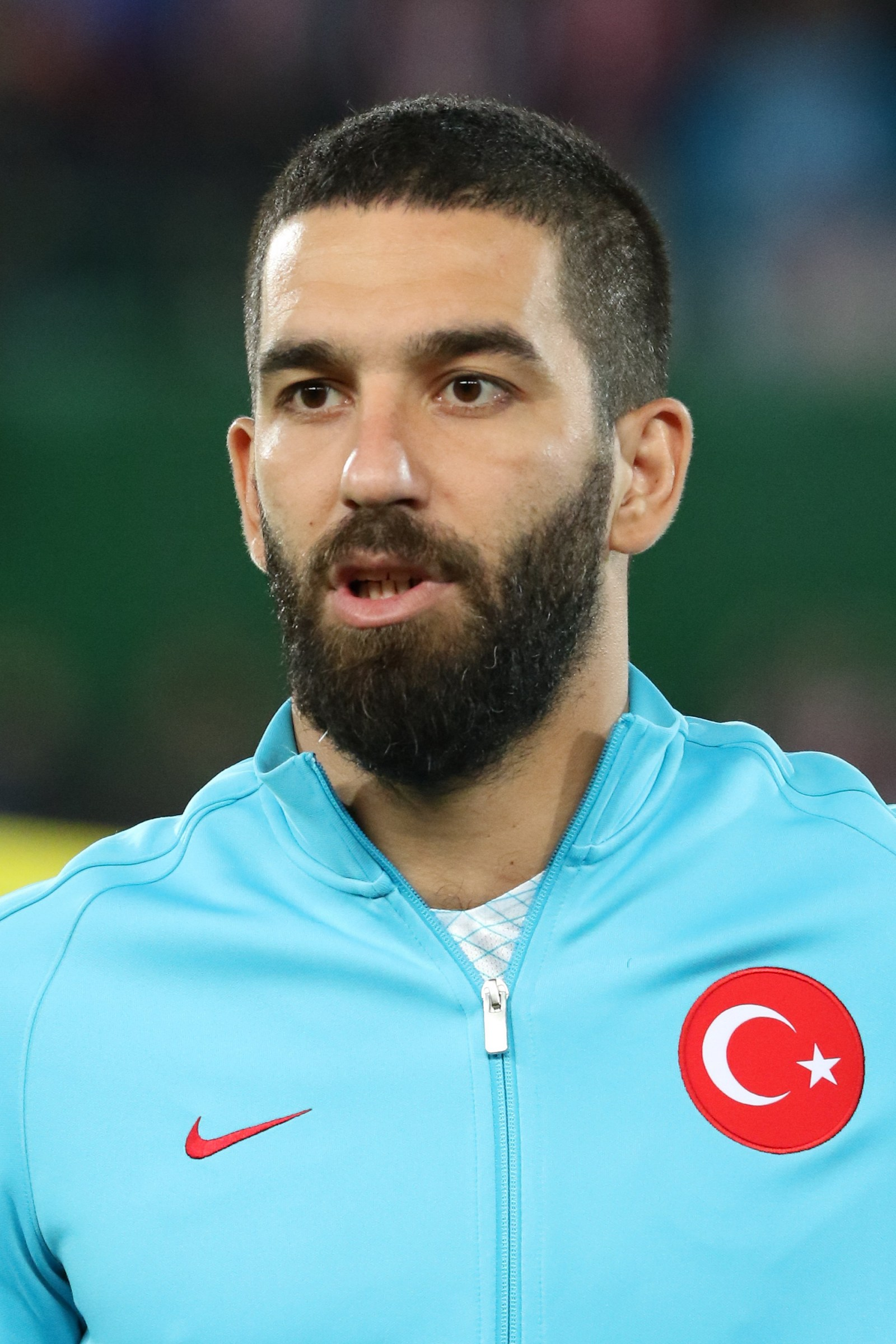
Voetballer Arda Turan (1987)

- Tunahan Kuzu (1981), Nederlands politicus
- Volkan Demirel (1981), voetbaldoelman
- Yalçın Ayhan (1982), voetballer
- Tuba Büyüküstün (1982), actrice
- Can Arat (1984), voetballer
- Ilker Arcayürek (1984), operazanger
- Gökhan Emreciksin (1984), voetballer
- Emre Güngör (1984), voetballer
- Kıvanç Karakaş (1985), voetballer
- Osman Kürşat Duman (1987), voetballer
- Uğur Uçar (1987), voetballer
- Umut Güzelses (1987), voetballer
- Arda Turan (1987), voetballer
- Aydın Yılmaz (1988), voetballer
- Ertuğrul Taşkıran (1989), voetbaldoelman

### 1990–1999
- Murat Akça (1990), voetballer
- Aras Özbiliz (1990), Nederlands-Armeense voetballer
- Batuhan Karadeniz (1991), voetballer
- Umut Meraş (1996), voetballer
- Ianis Hagi (1998), Roemeens voetballer
- Mete Gazoz (1999), boogschutter

### Vanaf 2000
- Emin Bayram (2003), voetballer
- Emre Bilgin (2004), voetballer